# المكي هلال
المكي هلال، إعلامي ومذيع وشاعر تونسي ولد بمدينة بنقردان، عمل خلال مسيرته في العديد من الصحف مثل صحيفة العربي الأسبوعية، والمحطات التلفزيونية منها قناة تونس الشبابية، التلفزيون التونسي، ميدي 1 تيفي، بي بي سي، وكالة الأنباء القطرية، قناة الجزيرة، قناة التاسعة، إلى أن إنضم إلى قناة الشرق للأخبار في عام 2020.

## الحياة العلمية
حاصل على درجة ماجستير في الصحافة من معهد العلوم للاعلام والمعلوماتية، وأيضا في العلوم السياسية والعلاقات الدولية من مؤسسة العلاقات الدولية في تونس.

## مسيرته
بدأ المكي هلال مسيرته في الصحافة عام 1995 كمحرر في صحيفة العربي، وإنتقل للعمل في قناة تونس الشبابية "قناة 21" عام 1997. في عام 1999، إنضم للعمل في التلفزيون التونسي حيث شغل وظيفة مقدم أخبار ثم ترك العمل في التلفزيون التونسي عام 2002. خلال الفترة من 2002 حتى 2003 عمل هلال كصحافي ومحرر في وكالة الأنباء القطرية في الدوحة. خلال الفترة من عام 2003 حتى عام 2006 عمل في قناة الجزيرة كمراسل ومحرر للأخبار ثم معداً للبرامج، وإنضم فيما بعد للعمل في قناة المغرب الإخبارية. في عام 2009، ترك العمل في قناة المغرب الإخبارية لينضم لفريق العمل في محطة بي بي سي. كما عمل خلال مسيرته كمدير للأخبار ومقدم نشرة الثامنة في القناة التاسعة التونسية، وإنضم فيما بعد للعمل في قناة الشرق للأخبار عند إنطلاقها في عام 2020.
قدم خلال مسيرته العديد من البرامج التلفزيونية منها آلو ..جدة على قناة التاسعة وبرنامج مع وضد وبرنامج الرابط على قناة الشرق للأخبار.